# Zdenko von Kraft
Zdenko von Kraft (* 7. März 1886 in Gitschin/Böhmen als Zdenko Josef August Kraft Edler von Helmhacker; † 7. November 1979 in München) war ein österreichischer Schriftsteller.

## Leben
Zdenko von Kraft war der Sohn eines österreichischen Offiziers. Er besuchte Schulen in Przemyśl, Lemberg, Klagenfurt, Wien, Budweis und Krems. Nach der Matura studierte er zwei Semester an der Technischen Hochschule in Wien, wechselte dann jedoch zu einer Schauspielschule. Später begann er eine Malereiausbildung an der Wiener Kunstakademie. Er war als Regie-Eleve am Burgtheater tätig und veröffentlichte erste literarische Werke. Ab 1913 lebte er als freier Schriftsteller.
Nach Ende des Ersten Weltkriegs, an dem er von 1915 bis 1918 teilgenommen hatte, lebte Zdenko von Kraft zuerst in Oberösterreich, dann in Württemberg. Ab 1936 war er in Neckartailfingen ansässig; von 1955 bis 1969 war er wissenschaftlicher Mitarbeiter des Richard-Wagner-Archivs in Bayreuth.
Zdenko von Kraft war Verfasser von Romanen, Erzählungen, Biografien und erfolgreichen Theaterstücken. Während sein frühes Werk noch von Ludwig Ganghofer beeinflusst ist, versuchte er später, musikalische Formprinzipien auf seine erzählenden Werke zu übertragen. Der Schwerpunkt seines Werks lag auf biografischen und historischen Romanen; besonders erfolgreich waren der Roman Maria Theresia – von dem allein 1918, im Jahr seines Erscheinens, 98.000 Exemplare verkauft wurden – die Richard-Wagner-Trilogie (bestehend aus den Bänden Barrikaden, Liebestod und Wahnfried), aber auch sein Buch über den Sioux-Häuptling Sitting Bull.
Zdenko von Kraft gehörte zu den Unterstützern Hitlers und des nationalsozialistischen Regimes im Dritten Reich. Sein Buch Wikings letzte Fahrt stand 1952 in der DDR auf der Liste der auszusondernden Literatur.
Im Jahr 1951 schrieb er für das Bayreuther Festspielbuch eine stark beschönigende, kriegsverherrlichende Geschichte der Bayreuther Festspiele, 1969 unter dem Titel Der Sohn eine ebenfalls geschönte Biographie Siegfried Wagners.

## Werke
- Glossen über die Universalsprache Esperanto, Leipzig 1909
- Starke Herzen, Leipzig [u. a.] 1909
- Adagio consolante, Konstanz 1910
- Märzgrün und Herbstlaub, Leipzig 1910
- Der Osterprinz, Konstanz 1912
- Der Kreuzweg nach Bayreuth, Konstanz 1913
- Was ich gerne möchte, Konstanz i. B. 1914
- Die Stimme von Helgoland, Leipzig 1916
- Sonnwend des Glücks, Berlin
  - 1 (1917)
  - 2 (1917)
- Wikings letzte Fahrt, Leipzig 1917
- Maria Theresia, Berlin 1918
- Tobias Wilders Weg zur Höhe, Berlin [u. a.] 1918
- Barrikaden, Leipzig [u. a.] 1920
- Missa solemnis, Berlin [u. a.] 1920
- Liebestod, Leipzig [u. a.] 1921
- Kaufhaus Alljeder, Berlin [u. a.] 1922
- Wahnfried, Leipzig [u. a.] 1922
- Lord Byrons Pilgerfahrt, Leipzig 1924
- Bruder Silverius, Stuttgart 1925
- Ludwig Ganghofer als Dichter des Berchtesgadener Landes, Stuttgart 1925
- Michael Unbekannt, Stuttgart 1925
- Die Vollendung, Stuttgart 1925
- Der Sohn des Müllers, Stuttgart 1927
- Neid auf die Jugend, Berlin 1929
- Das maßlose Herz, Berlin 1930
- Ein Meter siebenundneunzig. Eine lustige Detektivgeschichte für die Jugend. Herold-Verlag R.& E. Lenk, Stuttgart 1933. (Illustrationen von Hans Kossatz.)[2]
- Steht das im Programm?, Wien 1933
- Als Gast meiner Frau, Wien 1934
- Wettlauf nach dem Bodensee, Stuttgart 1934
- Grabbe kehrt heim, Oldenburg [u. a.] 1936
- Sitting Bull, Stuttgart 1936
- Der Träumer im Frack, Berlin 1937
- Das Todeslied, Berlin-Charlottenburg 1939
- Alexanderzug, Berlin 1940
- Die drei Jungfrauen von Orleans, Berlin 1940
- Frau Ajas Puppenspiele, Berlin 1940
- Kabinettskrise in Ischl, Berlin-Charlottenburg 1940
- Ein Mann bricht sein Wort, Berlin 1940
- Warum hast du geschwiegen?, Berlin 1940
- Der kleine Sündenfall, Berlin 1941[3]
- Quartett unter Linden, Leipzig 1941
- Abend in Bayreuth, Berlin 1943
- Die Leute aus der Färbergasse, Graz [u. a.] 1943
- Der Schutzengel, Berlin 1946
- Richard Wagner, München [u. a.] 1953
- Das entführte Modell, Hannover 1954
- Reich von dieser Welt, München 1954
- Wagner, Bayreuth 1956
- Das Festspielhaus in Bayreuth, Bayreuth 1958
- Große Musiker, München 1961
- Verwirrung oder Verfall?, Graz [u. a.] 1964
- Der Sohn, Graz [u. a.] 1969
- Wiens berühmte Zaungäste, Graz [u. a.] 1978
- Zwischen Abend und Morgen, eine Begebenheit in 3 Akten, 19??

## Herausgeberschaft
- Zeitbürtige Dichtung aus dem Verlag Adolf Bonz & Comp., Stuttgart 1927

## Übersetzungen
- Giovacchino Forzano: Jack Broder, Berlin 1940